# بيتور الكيزا فرنانديز
بيتور الكيزا فرنانديز (بالإسبانية: Bittor Alkiza) (26 أكتوبر 1970 بسان سيباستيان في إسبانيا - ) هو لاعب كرة قدم إسباني في مركز الوسط. شارك مع منتخب إسبانيا تحت 19 سنة لكرة القدم ومنتخب إسبانيا تحت 20 سنة لكرة القدم ومنتخب إسبانيا لكرة القدم. أما مع النوادي، فقد لعب مع أتلتيك بيلباو وريال سوسيداد ب وريال سوسيداد.

## روابط خارجية
- بيتور الكيزا فرنانديز على موقع قاعدة بيانات كرة القدم.إي يو (الإنجليزية)
- بيتور الكيزا فرنانديز على موقع ناشيونال فوتبول تيمز (الإنجليزية)